# Direct Media Interface
Direct Media Interface (spesso abbreviato in DMI) è un tipo di collegamento dati sviluppato da Intel per collegare (almeno inizialmente) northbridge e  southbridge dei propri chipset mediante un canale sufficientemente ampio che evitasse i "colli di bottiglia" nella comunicazione tra questi 2 chip.
Venne introdotto per la prima volta nell'i915 Grantsdale e i925 Alderwood presentati nel 2004, e da allora è sempre stato presente in tutte le successive generazioni di chipset Intel.

## Caratteristiche tecniche
Fino ai chipset precedenti all'i915 e i925 (vale a dire l'i865 Springdale e i875 Canterwood, presentati nel 2003) la comunicazione tra northbridge e southbridge avveniva mediante un'interfaccia a 266 MB/s.
La prima versione di DMI portò tale collegamento ad avere una banda passante di 1 GB/s per poi salire a 2 GB/s a partire dai modelli i965 Broadwater e i975 presentati tra la fine del 2005 e la prima metà del 2006.
DMI è basato sul BUS PCI Express e di conseguenza non era possibile abbinare i precedenti southbridge (ad esempio l'ICH5) ai nuovi northbridge, data l'incompatibilità dei vecchi ICH con lo standard PCI Express.

## Evoluzione del collegamento DMI in abbinamento ai processori Nehalem

### DMI e chipset Tylersburg
Come detto, il collegamento DMI è stato utilizzato da Intel in tutte le generazioni di chipset sviluppate tra il 2004 e il 2008; l'ultima famiglia di chipset a utilizzare DMI nella sua forma tradizionale è stata Eaglelake arrivato sul mercato a metà 2008 come ultimo chipset in grado di supportare le più recenti novità dell'architettura Intel Core Microarchitecture, introdotta nel 2006 grazie ai processori Core 2 Duo.
A partire dalla fine del 2008 sono arrivati anche i primi processori basati sulla nuova architettura Nehalem (successiva alla "Core") e che hanno portato notevoli rivoluzioni nell'approccio delle piattaforme Intel. Il controller della memoria RAM viene integrato direttamente nella CPU e anche il tradizionale BUS di sistema (almeno in alcune versioni) è scomparso in favore di un nuovo tipo di BUS seriale CSI (acronimo di Common System Interface) che è poi stato rinominato ufficialmente in "Intel QuickPath Interconnect" (QPI). Si tratta di un nuovo tipo di BUS di comunicazione che viene integrato nei processori destinati al settore server e desktop di fascia più alta, che rappresenta per molti versi l'alternativa Intel a HyperTransport, standard di comunicazione utilizzato da AMD nelle proprie architetture Athlon 64, Opteron e Phenom.
Il primo processore ad essere basato sulla nuova architettura Nehalem che è presentato è il Core i7 (disponibile anche nella versione Core i7 Extreme) Bloomfield che viene abbinato al nuovo chipset Tylersburg, in particolare al modello che viene commercializzato come X58. Sebbene la nuova piattaforma abbia abbandonato il tradizionale BUS di sistema, dato che Tylersburg è ancora un chipset costituito da 2 chip, northbridge e southbridge (quest'ultimo in particolare è l'ICH10 già introdotto insieme al chipset Eaglelake), il collegamento DMI trova ancora posto in queste piattaforme per collegare i 2 chip.

### DMI e chipset Ibex Peak
Altri processori basati sull'architettura Nehalem e destinati ad altri settori di mercato (Lynnfield e Clarkdale) non vedranno la presenza del nuovo BUS seriale e inoltre verranno abbinati al chipset Ibex Peak che sarà costituito da un unico chip. Nelle piattaforme pensate per questi processori il collegamento DMI dovrebbe venire utilizzato per collegare direttamente la CPU al chipset con collegamenti 2x e 4x.

## Evoluzione del collegamento DMI in abbinamento ai processori Atom di seconda generazione
Per motivi analoghi a quelli che porteranno innovazioni nel collegamento DMI nelle piattaforme pensate per i processori Nehalem, esso vedrà importanti novità anche nei futuri processori Atom di seconda generazione, i core Lincroft e Pineview pensati per i sistemi UMPC e desktop/notebook di fascia ultra economica. Questi processori saranno dei System-on-a-chip (SoC) ovvero integreranno anche tutti gli altri sistemi, come il chipset, il sottosistema grafico e il controller di memoria RAM in un unico chip. Anche in queste CPU il tradizionale BUS dovrebbe scomparire in favore di un collegamento DMI.